# Piłka wodna na Letnich Igrzyskach Olimpijskich 1988
Wyniki turnieju piłki wodnej na Letnich IO w Seulu:

## Zestawienie końcowe drużyn
- 1.  Jugosławia
- 2.  Stany Zjednoczone
- 3.  ZSRR
- 4.  Niemcy
- 5.  Węgry
- 6.  Hiszpania
- 7.  Włochy
- 8.  Australia
- 9.  Grecja
- 10.  Francja
- 11.  Chiny
- 12.  Korea Południowa

## Medaliści
| Lp. | Państwo           | Medal |
| --- | ----------------- | ----- |
| 1   | Jugosławia        |       |
| 2   | Stany Zjednoczone |       |
| 3   | ZSRR              |       |